# Stauchitz
Stauchitz je obec v německé spolkové zemi Sasko. Nachází se v zemském okrese Míšeň a má přibližně 3 100 obyvatel.

## Historie
První písemná zmínka o vesnici Stuchuwicz pochází z roku 1423. Název Stauchitz je prvně uváděn v roce 1517. Roku 1994 se k obci připojila do té doby samostatná obec Bloßwitz, v roce 1999 obec Plotitz a v roce 2003 bylo k obci přičleněno neobývané území o rozloze 5,1 km² původně patřící k městu Riesa.

## Přírodní poměry
Obec Stauchitz leží na západě zemského okresu Míšeň jižně od velkého okresního města Riesa v přírodní oblasti Lommatzscher Pflege. Reliéf není příliš členitý, převážně zemědělská krajina je málo zalesněná. Nejvyšším bodem je Huthübel (219 m). Obcí protéká říčka Jahna a prochází železniční trať Riesa–Chemnitz se zastávkami Stauchitz a Seerhausen.

## Správní členění
Stauchitz se dělí na 21 místních částí:
- Bloßwitz
- Dobernitz
- Dösitz
- Gleina
- Groptitz
- Grubnitz
- Hahnefeld
- Ibanitz
- Kalbitz
- Panitz
- Plotitz
- Prositz
- Pöhsig
- Ragewitz
- Seerhausen
- Staucha
- Stauchitz
- Steudten
- Stösitz
- Treben
- Wilschwitz

## Pamětihodnosti
- menhir u Steudtenu
- evangelický kostel v Bloßwitz
- škola v Bloßwitz
- evangelický kostel ve Steudenu
- panský dům (zámek) Staucha